# Chino Valley
Chino Valley ist eine US-amerikanische Stadt in Arizona im Yavapai County. Sie hat 13.020 Einwohner (Stand: Volkszählung 2020) auf einer Fläche von 63,43 km². Durch Chino Valley führt die Arizona State Route 89.

## Religion
In Chino Valley gibt es derzeit sieben verschiedene Kirchen aus fünf unterschiedlichen Konfessionen. Unter den zu einer Konfession gehörenden Kirchen ist die Baptistengemeinde mit drei Kirchen am stärksten vertreten (Stand: 2004).